# San Miguel Catarraya
San Miguel Catarraya är en ort i Mexiko.   Den ligger i kommunen Chilón och delstaten Chiapas, i den sydöstra delen av landet, 800 km öster om huvudstaden Mexico City. San Miguel Catarraya ligger 956 meter över havet och antalet invånare är 155.
Terrängen runt San Miguel Catarraya är huvudsakligen kuperad, men söderut är den bergig. Runt San Miguel Catarraya är det glesbefolkat, med 16 invånare per kvadratkilometer. Närmaste större samhälle är Pamal Navil, 3,3 km norr om San Miguel Catarraya. I omgivningarna runt San Miguel Catarraya växer i huvudsak städsegrön lövskog.